# Grapholita orobana
Grapholita orobana es una especie de polilla del género Grapholita, tribu Grapholitini, familia Tortricidae. Fue descrita científicamente por Treitschke en 1830.
La envergadura es de unos 11-15 milímetros. Se distribuye por Europa: Hungría.